# Concerto per violino e orchestra (Hindemith)
Il Concerto per violino e orchestra è una composizione di Paul Hindemith del 1939.

## Storia della composizione
Dopo aver lasciato la Germania per la sua assoluta incompatibilità con il nazionalsocialismo di Hitler, Paul Hindemith si trasferì in Turchia per organizzare colà la vita musicale (1935 - 1937), fondando, ad Ankara, una scuola superiore di musica. 
Poco tempo dopo, nel 1938, Béla Bartók aveva completato il suo Secondo Concerto per violino e orchestra, di cui nel 1939 fu data la prima esecuzione in Europa, che destò un’impressione immediata e profonda. Il mondo musicale, a quel punto, si domandò da dove sarebbe potuto arrivare un successivo concerto per violino. Non sarebbe occorso molto tempo per saperlo. In quello stesso fatale anno 1939 (che avrebbe visto l’inizio della seconda guerra mondiale con l’invasione della Polonia da parte degli eserciti di Hitler), il 15 luglio 1939 Hindemith scrisse una lettera al suo editore B. Schott’s Söhne a Magonza per dargli notizia di aver composto un concerto per violino, la cui prima esecuzione avrebbe dovuto tenersi il primo dicembre ad Amsterdam, con l’autore sul podio del direttore invece che nella parte del solista, la quale sarebbe spettata a Ferdinand Hellmann, primo violino dell’Orchestra reale del Concertgebouw. Hindemith avrebbe preferito in verità rivolgersi a Georg Kulenkampff, al quale aveva inviato una lettera in California (dove il violinista tedesco si trovava in quel momento), rimasta però senza risposta, in quanto questa andò probabilmente perduta come gran parte della corrispondenza in quegli anni convulsi. Nel mese di novembre 1939, con la guerra in corso già da due mesi, a Hindemith sembrò troppo rischioso recarsi nei Paesi Bassi; decise pertanto di rinunciare definitivamente al progetto. La data di esecuzione dovette essere ulteriormente procrastinata, a causa di una improvvisa malattia di Hellmann che costrinse il violinista a rinviare a sua volta l’esecuzione. Fu solo il 14 marzo 1940 (meno di due mesi prima dell’invasione nazista dei Paesi Bassi) che il pubblico poté finalmente ascoltare per la prima volta il Concerto per violino e orchestra, sotto la direzione di Willem Mengelberg. Hindemith non fu presente, in quanto era già partito dall’Europa per recarsi negli Stati Uniti d’America, dove avrebbe proseguito la sua attività musicale al riparo dal regime di Hitler.

## Struttura della composizione
Per il suo Concerto per violino e orchestra, Hindemith scese di seguire la grande tradizione dei concerti per tale strumento, non solo nella ripartizione in tre movimenti secondo lo schema allegro - adagio - allegro, ma anche in altri aspetti, come il primo movimento concepito secondo uno schema che richiama la forma sonata, con due temi contrastanti, una parte mediana che somiglia a uno sviluppo e una vera e propria riesposizione.  
Il primo movimento Mäßig bewegte Halbe (Moderatamente mosso alla minima) inizia con un ostinato Do diesis dei timpani, che può essere percepito come una citazione del Concerto per violino in re maggiore di Ludwig van Beethoven da parte di Hindemith e rappresenta il ritmo d’accompagnamento del primo tema. Il solista entra immediatamente dopo in tempo ritmato ma largo, mentre l’orchestra dà inizio al suo lavoro di sostegno e contrappunto. Il tono del movimento richiama peraltro, sotto diversi aspetti, la Sinfonia “Mathis der Maler” composta solo pochi anni prima. Il solista prosegue dando il via a una lunga serie di crome, con frequenti caute ascese e limpidi trilli, ma poi inizia ben presto il secondo tema, di una semplicità degna di Bach, mentre i fiati si ritirano e gli archi eseguono un accordo di otto battute. Tali caratteristiche di musicalità sobria e contenuta si mantengono pressoché lungo l’intero movimento, salvo che nel più vivace finale. Giacomo Manzoni nota come nel Concerto l’impostazione classica lo distingua nettamente dalla Kammermusik n. 4 di ben più ardita concezione, mentre la parte del violino solista solo raramente richiede il ricorso al trascendentale virtuosismo che connotava la precedente opera.    
Nel secondo movimento Langsam (Lento), Hindemith fa ricorso al richiamo di antica musica, specie nel trattamento degli strumenti a fiato che riporta alle musiche d’armonia e alle partite molto popolari alla fine del XVIII secolo (si pensi, ad esempio, alle Variazioni su un tema di Haydn composte da Johannes Brahms). Peraltro, questo richiamo al passato costituisce ben più di una semplice citazione. In quanto compositore di vaglia, Hindemith aveva pienamente coscienza di quanti lo avessero preceduto nella lunga storia della musica; egli poteva sfruttare a suo modo le differenti forme e distribuzioni prodotte nel passato per conferir loro un’interpretazione inedita. Si noti il contrasto tra i marcati ritmi puntati dei fiati e la tersa cantabilità del violino solista, che talora affronta passaggi dove è richiesto un impegnativo virtuosismo, in una selva di scale prima ascendenti e poi discendenti. 
Il movimento conclusivo Lebhaft (Vivace) viene introdotto da sei battute dell’orchestra in tono vigoroso, alle quali segue il violino solista con il suo motivo vivace e brillante, sostenuto dapprima dal clarinetto e successivamente dall’oboe, mentre l’orchestra prende un andamento sempre più blando e scanzonato. Dopo un “allargando”, sopra un lungo trillo dei clarinetti fa la sua comparsa il secondo tema, ancor più semplice di quello del precedente movimento Moderatamente mosso. Il solista successivamente segue un andamento variamente ascendente, giungendo poi all’ampia e impegnativa cadenza, sempre nel rispetto della tradizione classica. Il carattere bonariamente ironico si mantiene sino alla fine, con il movimento che si conclude in tono vigoroso ed emozionante. La perfetta conoscenza di Hindemith delle possibilità proprie di ciascuno strumento e l’organizzazione dei gruppi sonori fanno sì che nel Concerto per violino il trattamento orchestrale rasenti la perfezione.  

## Discografia parziale
- Michael Guttman; Philharmonia Orchestra, José Serebrier (ASV)
- Leonidas Kavakos; BBC Philharmonic, Yan Pascal Tortelier (Chandos)
- David Oistrakh; London Symphony Orchestra, Paul Hindemith (Decca)
- David Oistrakh; USSR State Symphony Orchestra, Gennady Rozhdestvensky (Melodiya)
- Dene Olding; Queensland Symphony Orchestra, Werner Andreas Albert (CPO)
- Arabella Steinbacher; Rudfunk Sinfonie-Orchester Berlin, Vladimir Jurovskij (Pentatone)
- Isaac Stern; New York Philharmonic, Leonard Bernstein (Sony BMG)
- Frank Peter Zimmermann; Frankfurt Radio Sinfonie-Orchester, Paavo Järvi (BIS)